# Křesťanská akademie v Praze
Křesťanská akademie v Praze, také Akademie křesťanská v Praze nebo latinsky Academia christiana Pragensis byla česká společnost pro pěstování křesťanského umění, to jest ochranu církevních památek, jejich obnovu a tvorbu církevního umění. Sdružovala několik tisíc zástupců, převážně římskokatolického duchovenstva, teoretiků, laiků a výtvarníků z Čech, Moravy a Slezska. Byla činná v letech 1875–1950 s hlavním sídlem v Praze. Dnešní spolek Česká křesťanská akademie není její nástupnickou organizací.

## Sídla
Od svého vzniku v srpnu roku 1875 sídlila v Praze, zprvu na Starém Městě v Řetězové ulici 5 v Paláci Kokořovských čp. 223/I, kde sídlila Svatováclavská záložna, a také Umělecká beseda. Dům byl propojen s domem čp. 221/I, kde byla zřízena mj. výstavní síň památek a nových prací chrámového umění a uměleckých řemesel. Po roce 1902 se akademie přestěhovala do blízké ulice Karolíny Světlé a dále na Ferdinandovu třídu 6 (od roku 1919 Národní), kde měla také výkladní skříň s nabídkou uměleckých výrobků.

## Historie
Prvním předsedou akademie byl ustaven vyšehradský probošt Mikuláš Karlach, mezi činovníky byli Klement Borový, Josef Mocker nebo Josef Fanta. Akademie od roku 1875 sbírala významné památky křesťanského umění, které stahovala z užívání v kostelech výměnou za nové; soupis a vytipování předmětů dlouhodobě organizoval předseda církevního a uměleckého odboru, Monsignore Eduard Šittler a vyzýval ke spolupráci všechny faráře v diecézích. Většina z těchto uměleckořemeslných památek se později dostala darem do sbírek Národního muzea v Praze, nebo do Uměleckoprůmyslového muzea v Praze.
Akademie také založila vlastní knihovnu, sbírku hudebnin a archiválií.
Akademie vydávala dva odborné časopisy: úspěšný Method pro dějiny církevního výtvarného umění a archeologii se dočkal 30 ročníků, jeho majitelem, redaktorem a vydavatelem byl Msgre Ferdinand Josef Lehner, ten byl také redaktorem druhého časopisu Cecílie – pro umění hudební, který byl ovšem po pěti ročnících nahrazen časopisem Cyril za spoluúčasti Jednoty cyrilské. Akademie měla několik odborů (sekcí), z nichž nejaktivnější byly odbor církevní a odbor výtvarný. Provozoval vlastní Paramentní ústav (pro výrobu chrámových textilií), zlatnickou a pasířskou dílnu. Měl vlastní okruh designérů a uměleckých řemeslníků. Patřili mezi ně Josef Mocker, Antonín Baum, Antonín Barvitius, František Sequens či Josef Fanta. Jejich činnost podporovaly  Jednota katolického duchovenstva a do roku 1902 Svatováclavská záložna.
Po nuceném zrušení společnosti komunisty v letech 1950–1953 byla zlatnická a paramentní dílna ve Školské ulici v Praze znárodněna a proměněna v družstvo Charita, chrámová služba.